# Back Chat
Back Chat è un singolo del gruppo musicale britannico Queen, pubblicato il 9 agosto 1982 come sesto estratto dall'album in studio Hot Space.

## Descrizione
Il brano, scritto da John Deacon, è tra le tracce dell'album più influenzate dalla "black music". Deacon, che era l'unico membro del gruppo ad avere avuto una formazione soul anziché rock, aveva deciso di non inserire nessun elemento della musica "rock" in questa canzone; ciò causò un'accesa discussione all'interno del gruppo, in particolare con Brian May, che fu poi risolta inserendo, comunque, un assolo di chitarra.

## Video musicale
Nel video Brian May utilizza una Fender Telecaster, anziché la sua Red Special.